# Tenam Puente

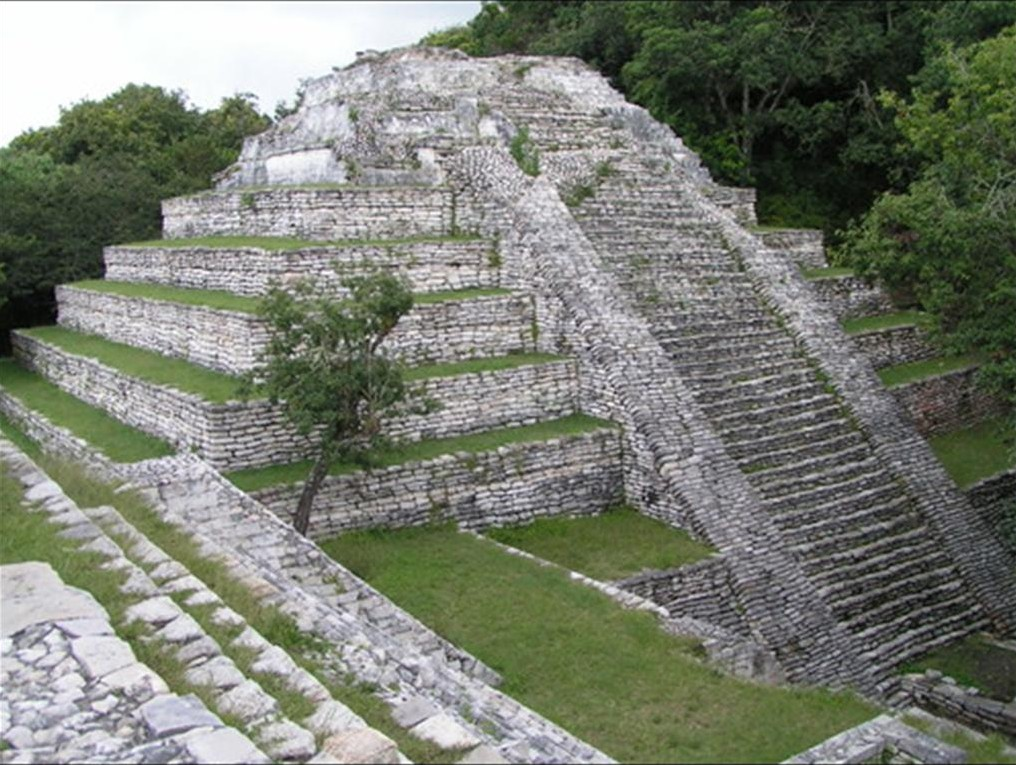
Structure 7 de Tenam Puente (pyramide à degrés).

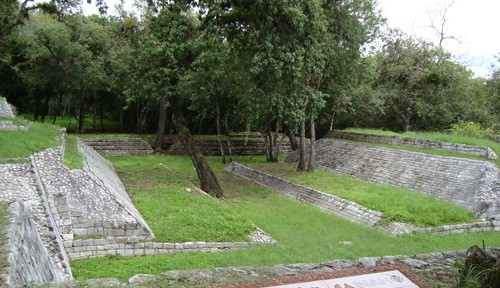
Jeu de balle de Tenam Puente.

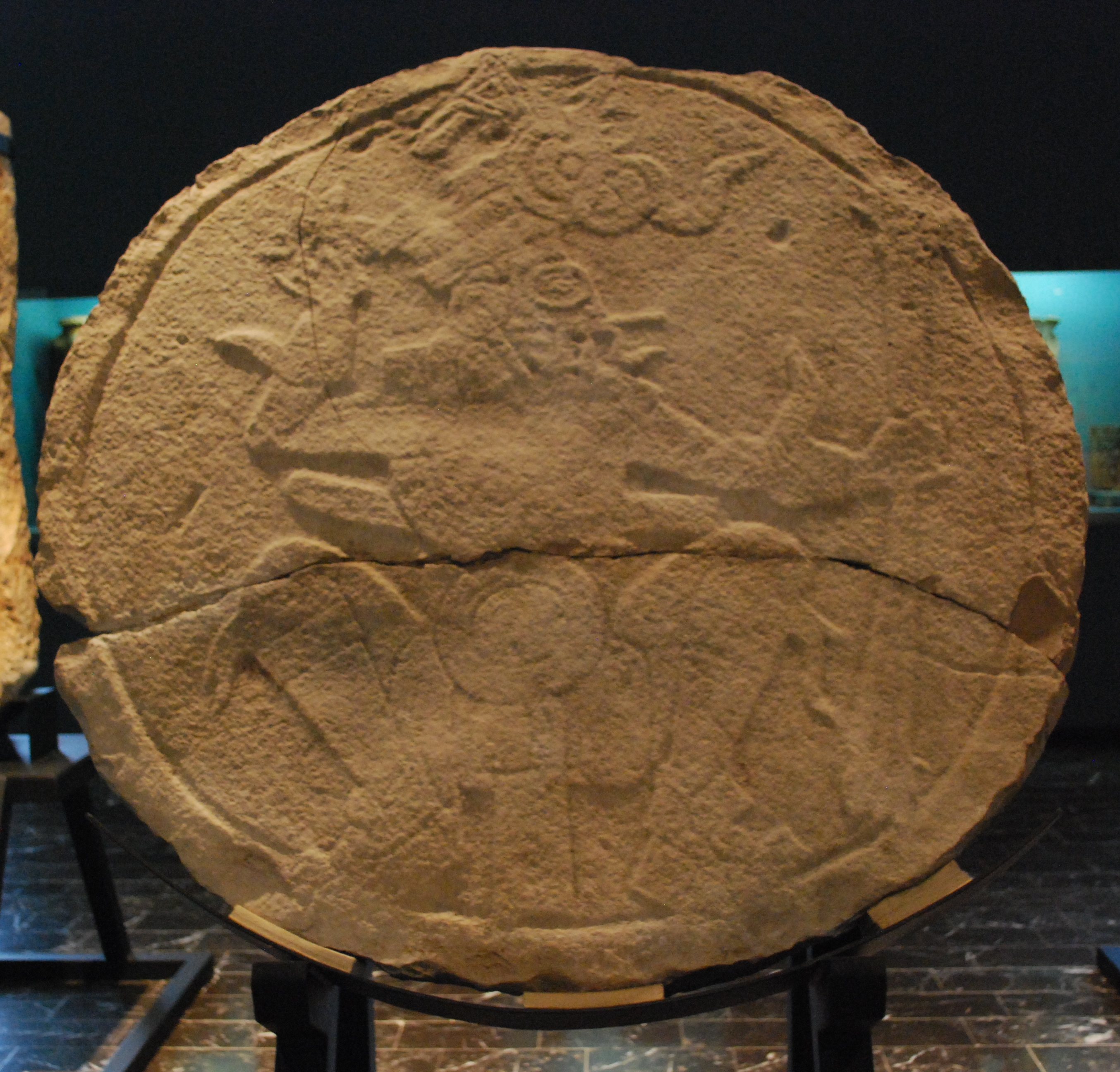
Marqueur de jeu de balle de Tenam Puente (musée régional de Tuxtla Gutierrez).

Tenam Puente est un site archéologique maya situé dans la région du Chiapas au Mexique, sur une série de collines surplombant la vallée de Comitán. L'essentiel des ruines de cette ancienne cité a été daté du Postclassique formatif maya, entre 900 et 1200. Les éléments les plus anciens remontent à 300 avant notre ère.

## Historiographie
L'archéologue Frans Blom et l’anthropologue Oliver La Farge ont cité le site de Tenam Puente dès 1928 ; Blom l'a également cité en 1957 après avoir mené une campagne d'exploration au Chiapas avec sa femme Gertrude Duby-Blom.